# أندي روشي
أندي روشي (بالإنجليزية: Andy Roach)‏ هو لاعب هوكي الجليد أمريكي، ولد في 22 أغسطس 1973 في ماتاوان في الولايات المتحدة.

## وصلات خارجية
- أندي روشي على موقع دوري الهوكي الوطني (الإنجليزية)
- أندي روشي على موقع EliteProspects.com (الإنجليزية)
- أندي روشي على موقع Eurohockey.com (الإنجليزية)
- أندي روشي على موقع HockeyDB.com (الإنجليزية)
- أندي روشي على موقع Hockey-Reference.com (الإنجليزية)